# سالی اونیل
سالی اونیل (انگلیسی: Sally O'Neil؛ ‏ ۲۳ اکتبر ۱۹۰۸ – ۱۸ ژوئن ۱۹۶۸) یک هنرپیشه اهل ایالات متحده آمریکا بود.

## بخشی از فیلم‌شناسی
- آره، آره، نانت (۱۹۲۵)
- مایک (۱۹۲۶)
- بتلینگ باتلر (۱۹۲۶)
- جنگ زن و مرد (۱۹۲۸)
- بهشت مجردها (۱۹۲۸)
- نمایش نمایش‌ها (۱۹۲۹)
- شاپرک (۱۹۳۴)